# 弗龙维尔
弗龙维尔（法語：Fronville，法語發音：[fʁɔ̃vil]）是法国上马恩省的一个市镇，属于圣迪济耶区。

## 地理
弗龙维尔（48°24'14"N, 5°9'10"E）面积11.08 平方千米，位于法国大東部大區上马恩省，该省份为法国东北部内陆省份，北起马恩省和默兹省，西接奥布省，西南接科多尔省，东南接上索恩省，东临孚日省。
与弗龙维尔接壤的市镇（或旧市镇、城区）包括：布莱库尔、费里耶尔和拉福利、茹安维尔、马恩河畔米塞、吕村、圣于尔班-马孔库尔。

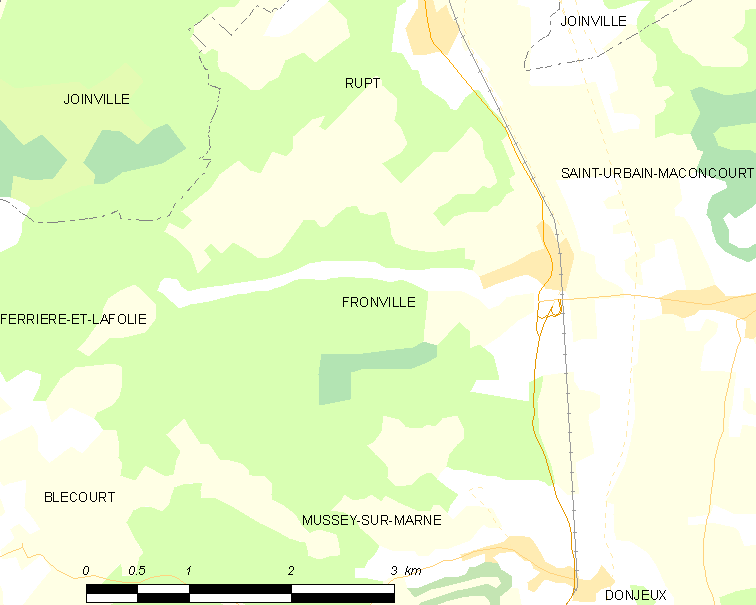
弗龙维尔的OSM定位图

弗龙维尔的时区为UTC+01:00、UTC+02:00（夏令时）。

## 行政
弗龙维尔的邮政编码为52300，INSEE市镇编码为52212。

## 政治
弗龙维尔所属的省级选区为茹安维尔县。

## 人口

1962-2008年间弗龙维尔人口变化图示

弗龙维尔于2022年1月1日时的人口数量为300人。